# Online football manager
|  | «OSM» redirigeix aquí. Vegeu-ne altres significats a «OpenStreetMap». |

Online football manager és un joc en línia basat en el futbol de gestió MMOG. El concepte bàsic de la versió en línia no és molt diferent al de la consola. Les principals diferències dels jocs basats a ser un entrenador de futbol entre la versió d'un navegador i la versió de la consola és que solen a ser gratuïts els de navegador. Una altra diferència important és que fins fa poc, els jugadors de la consola (sense connexió) només podien jugar contra l'ordinador. Online football manager ofereix als usuaris l'opció d'enfrontar-se a altres jugadors humans en el format de lliga i copa. El seu eslògan és "El joc manager de futbol més divertit del món".

## Inicis i creixement de la comunitat
Online Football Manager va aparèixer a la xarxa l'any 2001 sent creat pels creadors de comunitats online Gamebasics i Derwort Media del Països Baixos. En els seus primers temps la pàgina només estava disponible en anglès i neerlandès però a mesura que anava guanyant usuaris d'arreu del món se li va anar afegint més llengües (arribant fins a 16 de l'actualitat). També es va augmentar les opcions pels jugadors com la varietat de lligues possibles per disputar. Després de poc temps, degut a l'èxit generat per l'Online Football Manager va néixer el seu "germà" National Football Manager (també creat per Gamebasics) que comparteix molts usuaris i administradors i a diferència de l'Online Football Manager els tornejos es realitzen amb seleccions nacionals.
Un dels principals competidors és Hattrick amb més de 920.000 usuaris.

## El joc
Cada online football manager és lleugerament diferent. En general, el joc comença oferint al jugador una plantilla de futbolistes, que generalment es basa en els equips de la vida real. L'usuari pot utilitzar a aquests jugadors seleccionant un 11 inicial, establint les tàctiques i formacions, compra i venda de jugadors, així com l'entrenament dels jugadors per millorar les seves respectives qualitats. Els partits se simulen de forma automàtica, dia a dia, en un format futbol genèric de temporada.

### Lligues i competicions jugables
Aquestes són les lligues que es poden disputar (ordenades pel nom del seu país en català), la majoria són acompanyades per les copes dels seus respectius països. En total 87, 8 de les quals ficticies. Entre parèntesis s'hi troba els noms que reben a l'OFM les respectives competicions.
| - Kabil Şəhər Liqası (Afghanistan) - Kategoria superiore (Albania) - Bundesliga (Germany) - 2. Bundesliga (Germany 2nd Bundesliga) - 3. Liga (Germany 3rd Bundesliga) - Barclays Premier League (England) - Coca-Cola Football League Championship (England Championship) - Coca-Cola Football League 1 (England League One) - Coca-Cola Football League 2 (England League Two) - Blue Square Premier (England Conference) - دوري المحترفين السعودي (Saudi Arabia) - Primera División Argentina (Argentina) - Primera B Nacional (Argentina 1st Division) - A-League (Australia) - Österreichische Fußball-Bundesliga (Austria) - Jupiler Pro League (Belgium) - EXQI League (Belgium 2nd Division) - Premijer Liga BiH (Bosnia) - Campeonato Brasileiro Série A (Brazil) - Campeonato Brasileiro Série B (Brazil 2nd Division) - Професионална футболна група (Bulgaria) - Canadian Soccer League (Canada) - Categoría Primera A (Colombia) - K-League (South Korea) - T-Com Prva hrvatska nogometna liga (Croatia) - SAS Ligaen (Denmark) | - الدوري المصري الممتاز (Egypt) - Clydesdale Bank Premier League (Scotland) - Irn-Bru Scottish Football League First Division (Scotland 1st Division) - Corgoň Liga (Slovakia) - Prva Slovenska nogometna liga (Slovenia) - Liga BBVA (Spain) - Liga Adelante (Spain 2nd Division) - Major League Soccer (USA) - Meistriliiga (Estonia) - Veikkausliiga (Finland) - Ligue 1 (France) - Ligue 2 (France 1st Division) - Welsh Premier League (Wales) - Σούπερ Λίγκα Ελλάδα (Greece) - 香港甲組聯賽 (Hong Kong) - Nemzeti Bajnokság I. (Hungary) - I-League (India) - League of Ireland (Ireland) - IFA Premiership (Northern Ireland) - Úrvalsdeild karla (Iceland) - ליגת העל (Israel) - Lega Calcio Serie A (Italy) - Serie B (Italy Serie B) - 日本フットボールリーグ (Japan) - Прва македонска Фудбалска Лига (Macedonia) - Maltese Premier League (Malta) | - Primera División Profesional (Mexico) - البطولة المغربية (Morocco) - Prva crnogorska fudbalska liga (Montenegro) - Tippeligaen (Norway) - Eredivisie (Netherlands) - Eerste Divisie (Netherlands 1st Division) - Copa Cable Mágico (Peru) - Ekstraklasa (Poland) - Liga Sagres (Portugal) - Liga Vitalis (Portugal2) - Qatar Stars League (Qatar) - 1. Liga (Czech) - Liga I Gamebookers.com (Romania) - Российская футбольная премьер-лига (Russia) - Супер Лига Србије (Serbia) - Premier Soccer League (South Africa) - Fotbollsallsvenskan (Sweden) - Axpo Super League (Switzerland) - ไทยพรีเมียร์ลีก (Thailand) - Turkcell Süper Lig (Turkey) - Bank Asya 1. Lig (Turkey 2nd Division) - Primera División Uruguaya (Uruguay) - Primera División del Fútbol Profesional Chileno (Chile) - 中超联赛 (China) - Πρωτάθλημα Α' Κατηγορίας (Cyprus) |

Lligues fictícies:
- Copa Africana: (Africa Cup) Consta amb 16 seleccions nacionals d'Àfrica.
- Lliga Balcànica: (Balkan League) Consta amb 12 equips de Montenegro, Sèrbia, Bòsnia i Hercegovina, Croàcia, Eslovènia i Macedònia.
- Lliga de Campions: (Champions) Consta amb 20 equips participants en la Lliga de Campions de la realitat.
- Lliga Fantasia: (Fantasy) Consta amb 16 equips ficticis amb jugadors no reals.
- Lliga Nostàlgia (1): (Nostalgia1) Consta amb 10 equips històrics com el Reial Madrid de les 5 copes d'Europa entre els anys 1956 i 1960.
- Lliga Nostàlgia (2): (Nostalgia2) Consta amb 10 equips històrics com el "Dream Team" del 1992 al 1994.
- Lliga Olímpica: (Olympic) Consta amb 16 equips participants en els darrers Jocs Olímpics.
- Lliga Mundial A: (WorldA) Consta amb 16 seleccions nacionals d'arreu del món.
- Lliga Mundial B: (WorldB) Consta amb 16 seleccions nacionals d'arreu del món.